# Chlorangraecum
Chlorangraecum es una sección del género Angraecum perteneciente a la familia de las orquídeas.
Contiene  unas cinco o seis especies originarias de Madagascar y Comoras.  Se caracterizan por tener el tallo muy corto, casi inexistente.

## Especies seleccionadas
Tiene unas cinco o seis especies:
- Angraecum chloranthum Schltr.
- Angraecum ferkoanum Schltr.
- Angraecum scottianum Rchb.f.